# Função de Dirichlet
Em matemática, sobretudo na análise real, a função de Dirichlet, em honra a Johann Peter Gustav Lejeune Dirichlet fornece um exemplo de função que é descontínua em todos os pontos do domínio.
A função de Dirichlet é uma exemplo de função real limitada que não é integrável à Riemann.

## Definição
A função de Dirichlet {\displaystyle D(x)} está definida em todos os números reais atribuindo o valor 1 aos pontos racionais  e 0 aos pontos irracionais:
{\displaystyle D(x)=\left\{{\begin{array}{lr}1,&x\in \mathbb {Q} \\0,&x\in \mathbb {R} \backslash \mathbb {Q} \end{array}}\right.}
Também pode ser definida como o limite duplo:
{\displaystyle D(x)=\lim _{m\to \infty }\lim _{n\to \infty }\cos ^{2n}m!\pi x}
Em notação moderna, a função de Dirichlet nada mais é que a função indicadora de {\displaystyle \mathbb {Q} } em {\displaystyle \mathbb {R} }.

## Integrabilidade
A função de Dirichlet não é integrável a Riemman em nenhum intervalo do tipo {\displaystyle [a,b]\,~~a<b}. Pois seu supremo é 1 e seu ínfimo é 0 em qualquer partição de comprimento positivo.
Não obstante, a função de Dirichlet é quase-sempre nula, ou seja, {\displaystyle D(x)=0} exceto em um conjunto de medida zero. Sendo assim, {\displaystyle D(x)} é uma função mensurável à Lebesgue e sua integral de Lebesgue é nula em qualquer mensurável.

## Variantes
Uma variante bem conhecida da função de Dirichlet é a Função de Thomae:[carece de fontes?]
{\displaystyle f(x)={\begin{cases}1,&{\text{se }}x=0\\{\frac {1}{q}},&{\text{se }}x={\frac {p}{q}},\operatorname {mdc} (p,q)=1,q>0\\[4pt]0,&{\text{se }}x\in \mathbb {R} \setminus \mathbb {Q} \end{cases}}}
Onde {\displaystyle p} e {\displaystyle q} são inteiros e {\displaystyle \operatorname {mdc} (p,q)} é o máximo divisor comum de {\displaystyle p} e {\displaystyle q}.
Esta função é contínua em cada irracional e descontínua em cada racional.
Observe que os pontos de descontinuidade de uma função {\displaystyle f:\mathbb {R} \to \mathbb {R} } formam um conjunto {\displaystyle {\mathfrak {F}}_{\sigma }} (veja álgebra de Borel) e, portanto, não há tal função contínua em cada racional e descontínua em cada irracional.